# Bulbophyllum oreodoxa
Bulbophyllum oreodoxa là một loài phong lan thuộc chi Bulbophyllum.